# Cruscades
Cruscades település Franciaországban, Aude megyében. Lakosainak száma 940 fő (2022. január 1.). Cruscades Canet, Lézignan-Corbières, Luc-sur-Orbieu, Névian, Ornaisons és Villedaigne községekkel határos.

## Népesség
A település népessége az elmúlt években az alábbi módon változott:
| Lakosok száma | 374  | 290  | 289  | 417  | 715  | 843  | 926  | 933  | 921  | 940  |
|               | 1968 | 1982 | 1990 | 2006 | 2013 | 2015 | 2017 | 2019 | 2020 | 2022 |